# Pepper Adams
Pepper Adams (nascido Park Adams III; Highland Park, 8 de outubro de 1930 – Nova Iorque, 10 de setembro de 1986), foi um saxofonista barítono norte-americano, um dos mais importantes do hard bop. O seu estilo é caracterizado por um som pesado e intenso, em oposição ao de Gerry Mulligan, leve e suave, o que o posicionou no lado menos popular, e comercial, do jazz.

## Biografia
Pepper Adams viveu a sua juventude em Rochester, Nova Iorque. Com 16 anos, muda-se para Detroit, onde conhece diversos músicos que, mais tarde, se revelariam essenciais para a sua carreira, como Donald Byrd, Wardell Gray ou Harry Carney. Durante o serviço militar, Adams fez parte da banda do exército, e esteve colocado na Coreia.
Em 1958 regressa a Nova Iorque, para trabalhar com Benny Goodman (entre 1958 e 1959, e Charles Mingus (entre 1959 e 1963). Mais tarde faria parte da orquestra de Thad Jones/Mel Lewis, de 1965 a 1978. Partilhou, também, a liderança de um quinteto (de 1958 a 1962), com o trompetista Donald Byrd, com quem gravou um concerto ao vivo 10 to 4 at the 5 Spot.
Pepper Adams morre de câncro do pulmão, em 1986.